# Imád ad-Dín Zangi
Imád ad-Dín Abu l-Muzaffar Zangi ibn Akszunkur (arab betűkkel عماد الدين أبو المظفر زنكي بن أقسنقر, tudományos átírásban ʿImād ad-Dīn Abū l-Muẓaffar Zankī ibn Aqsunqur; Aleppó, 1087/1088 – Kalaat Dzsaabar alatt, 1146. szeptember 15–16.) szeldzsuk atabég, a Zangidák dinasztiájának alapítója, Felső-Mezopotámia és Észak-Szíria nagy részének fejedelme volt. (Moszuli uralma 1127 szeptember/októbertől haláláig tartott, Aleppóba 1128 júniusában vonult be.) Leghíresebb tette Edessza meghódítása volt, amivel az első jelentősebb muszlim sikert aratta a keresztesekkel szemben, és kiváltó okot szolgáltatott a II. keresztes hadjárat megindulásához.

## Útja a trónig
Apja, Kaszím ad-Daula Akszunkur ibn Ilturgán a Nagyszeldzsuk Birodalom aleppói helytartója volt 1087-től 1094-ben bekövetkezett haláláig. Zangi Aleppóban született, majd apja halálakor Moszulba került, ahol az ottani helytartók udvarában nevelkedett. A birodalom szétesését követően részt vett a kibontakozó hatalmi harcokban, 1114-ben pedig Akszunkur al-Burszuki oldalán részt vett a Márdín és Edessza ellen indított, sikertelen hadjáratban is. Miután 1122-1123 során Akszunkur nevében legyőzte a mazjadida Dubajsz ibn Szadakát, a moszuli atabég Baszra és Vászit kormányzójává nevezte ki. Ilyen minőségben 1125-ben és 1126-ban is győzelmet aratott a szeldzsuk uralmat lerázni kívánó al-Musztarsid kalifa felett, mire Mahmúd ibn Muhammad szultán Bagdad és egész Dél-Mezopotámia helytartójává léptette elő. Akszunkur al-Burszuki rövidesen bekövetkező halálakor Mahmúd szultán a dél-mezopotámiai területek fejében Zangit nevezte ki utódjául Felső-Mezopotámiába és Észak-Szíriába, egyúttal atabéggé (régens) nevezte ki két fia, Alp Arszlán és Farruhánsáh mellé.

## A hatalom megszilárdítása
Zangi 1127 szeptember/októbere során vonult be Moszulba, majd sorra megszerezte a többi, az Artukidák által részben megszállt erősséget is (Dzsazírat Ibn Umar, Naszíbín, Szindzsár, Harrán), végül 1128 júniusában a belviszályba süllyedt Aleppóba is bevonult. Szomszédossá válva a keresztes Edesszai Őrgrófsággal, két évre szóló fegyverszünetet kötött I. Joscelinnel, hogy megszilárdíthassa és kiterjeszthesse hatalmát. 1129-ben Mahmúd, noha Szandzsar szultán Zangi Dubajsszal való leváltására adott parancsot, végül megerősítette Zangit birtokaiban, és felruházta a „Nyugat királya” (malik al-garb) címmel. Első sikereit nyugaton aratta: 1129-ben elragadta Hamá városát a damaszkuszi Búridáktól, 1130-ban pedig a keresztes Aszáribot foglalta el Antiochia közelében.

## Mezopotámiai háborúk
1131-ben elhunyt Zangi támogatója, Mahmúd szultán, a moszuli atabég pedig öt évre belebonyolódott az iraki dinasztikus küzdelmekbe. Mahmúd utódául Szandzsar az egyik fivérét, a kazvini Tugrilt szemelte ki, ám többen is jelentkeztek a trónra: két másik fivére, az azerbajdzsáni területeket igazgató Szaldzsúksáh és a Fárszban uralkodó Maszúd, valamint az elhunyt fia, Dávúd. Dávúd lemondott, Tugrilt Szaldzsúksáh buktatta meg, mire Maszúd Zangihoz fordult segítségért. A moszuli segédhadak azonban súlyos vereséget szenvedtek Tikrít mellett, és Zangi maga is alig tudott elmenekülni. Az al-Musztarsiddal szövetkező Szaldzsúksáh megerősödése megrémítette Szandzsárt, aki újabb beavatkozásra kérte fel az atabéget. 1132 júniusában Zangi végül Dubajsszal szövetségben megtámadta Bagdadot, ám a kezdeti sikerek ellenére al-Musztarsid személyes fellépése hatására seregeik megfutamodtak.
A kalifa ellentámadásba ment át: 1133 tavaszán al-Musztarsid megostromolta Moszult, ám Zangi erőinek zaklatása miatt nem tudta bevenni a várost, és három hónap múltán vissza kellett vonulnia. Zangi lekötöttségét kihasználva a búrida fejedelem visszafoglalta Hamát, a kalifát támogató Artukidák és kurdok pedig több erődjét foglalták el Felső-Mezopotámiában. Ezeket 1134-re sikerült csak visszaszereznie. 1135-ös damaszkuszi hadjáratát követően csatlakozott al-Musztarsid utódjához, ar-Rásidhoz és a szultánságot követelő Dávúd ibn Mahmúdhoz, ám Maszúd szultán ellentámadása elől a kalifával együtt kénytelen volt Moszulba menekülni. 1136-ban végül elismerte a Maszúd által kinevezett al-Muktafi kalifátusát, továbbá Maszúd és Szandzsar főségét, aminek fejében megerősítették a Dzsazíra és Észak-Szíria birtokában.

## Hódítások nyugaton

### Kísérlet Damaszkusz meghódítására
A mezopotámiai háborúk szünetében, 1135-ben Zangi segélykérő levelet kapott a búrida Samsz al-Mulúk Iszmáíl fejedelemtől, amelyben az felajánlotta neki, hogy a hűségére tér, ha segít neki megtartani a trónját a palotabéli összeesküvések ellenében. A moszuli atabég el is indult, ám mire Damaszkuszba ért, Iszmáílt meggyilkolták, utódja, Siháb ad-Dín Mahmúd pedig nem volt hajlandó elismerni Zangi főségét. Erre megpróbálta megostromolni a várost, ám nem bírt vele, így a kalifa egy levelére hivatkozva, amelyben a harc beszüntetését kérte, véget vetett a támadásnak, és személyes találkozón békült ki Mahmúddal. A hadjárat után visszatért Bagdadba.

### Montferrand megszerzése
1137 júniusában ismét megjelent a szír térségben, hogy válaszoljon a Damaszkuszban agresszív politikába kezdő vezír, Bazavas jelentette kihívásra. Két hétig állomásozott a búrida Homsz alatt, majd II. Rajmund tripoli gróf felbukkanásakor felhagyott a vár ostromával, és megindult a keresztesek ellen. Rajmund visszavonult, így a moszuli hadak megkezdték az Alavita-hegység keleti lábánál álló Montferrand (Baarín) keresztes várának ostromát. Rajmund segítséget kért és kapott Fulko jeruzsálemi királytól, ám egyesített seregük súlyos vereséget szenvedett a vár alatt: a katonák nagy része elesett vagy (Rajmundhoz hasonlóan) fogságba került, Fulko pedig a várba szorult. Szorult helyzetében segítséget kért Antiochiából, Edesszából és a jeruzsálemi pátriárkától. A három felmentő sereg már közel járt a várhoz, amikor az erről nem tudó Fulko megegyezett Zangival: a vár átadása fejében szabadon elvonulhatott, és a foglyokat is bántódás nélkül engedték. Montferrand megszerzése Hamá és Homsz ellenőrzése miatt volt különösen fontos Zangi számára.

### Észak-Szíria visszahódítása
1138 áprilisában II. János bizánci császár, Rajmund antiochiai fejedelem és II. Joscelin edesszai őrgróf megtámadta Aleppót, majd sikertelen ostromot követően dél felé vonulva visszafoglalta Aszáribot, Maarrat an-Numánt és Kafartábot, végül ostrom alá vette a Zangitól független munkidzida Sajzart, amit azonban a keresztesek széthúzása miatt nem tudtak bevenni. Zangi, aki ekkoriban Hamát ostromolta, megindult a vár felmentésére, egyúttal segítséget kért a muszlim fejedelmektől. János császár végül békét kötött a sajzari fejedelemmel, aki elismerte urának és nagy sarcot fizetett neki, Zangi pedig nem zavarta meg a nagyobb keresztény sereg elvonulását. Azt viszont elérte, hogy az anatóliai Dánismandidák lerohanják a bizánci Kilikiát, amivel meggyorsította a császár távozását a térségből. Ezután rövid úton visszafoglalta mindazon erődöket, amik április folyamán keresztes kézre kerültek, és még abban az évben jegyajándék gyanánt megkapta Homsz városát a Búridáktól, amikor feleségül vette Siháb ad-Dín atabég anyját, Zumurrudot.

### Baalbek és Damaszkusz ostroma
1139-ben Zangi Damaszkuszt uraló mostohafiát meggyilkolták, ám az Unur nevű idős tiszt gyorsan cselekedett: megbüntette a gyilkosokat és meghívta a trónra az elhunyt atabég féltestvérét, Dzsamál ad-Dín Muhammadot, aki addig Baalbeket irányította. Ezzel kiváltotta Zangi és új felesége, Zumurrud haragját, így a fejedelem nyár végén megtámadta Baalbeket és október 10-én bevette a várost. A magukat megadó védőket esküje ellenére lemészároltatta, majd az év végén megkezdte Damaszkusz ostromát. Az ostrom közben, 1140. március 29-én Muhammad atabég meghalt, ám Unur szilárdan kezében tartotta a várost, és trónra tette Mudzsír ad-Dín Abakot, az elhunyt kiskorú fiát. Eközben segítséget kért Jeruzsálemből, amit meg is kapott, mire a bekerítéstől tartó Zangi délre vonult, a Kineret-tóhez, majd Fulkó hadainak mozdulatlanságát látva egy időre visszatért az ostromhoz, majd visszavonult Aleppóba.

### Edessza megszerzése
Az elkövetkező négy év védekező hadjáratokkal telt: az Antiochiai Fejedelemség, az Edesszai Őrgrófság, a Dijár Bakr-i Artukidák és a hegyvidéki kurdok számos támadást és portyát indítottak Zangi ellen, ráadásul Maszúd szultán is ellenségeskedni kezdett vele, amit csak komoly „jóvátétel” kifizetése árán tudott elsimítani. 1144 őszén hadjáratot indított Kara Arszlán artukida fejedelem ellen, aki az edesszai keresztesek szövetségese volt. A hírre Joscelin őrgróf kivonult seregével az Eufrátesz felé, talán hogy elzárja Zangit Aleppótól. Edessza kiürüléséről értesülve Zangi megtámadta a várost, amit püspökei hősiesen védelmeztek, de nem bírtak a létszámfölényben lévő ellenséggel. Edessza így 1144. december 23-án muszlim kézre került, míg Joscelin Turbesszelben várta a jeruzsálemi erősítést (Antiochiából ugyanis nem érkezett támogatás). Edessza után januárban Szarúdzs várát is bevették Zangi erői, amelyek az eufráteszi el-Bíra ostromára vonultak.

## Az utolsó évek
Bíra ostroma azért szakadt félbe, mert 1145 tavaszán Mahmúd szultán egyik fia, az évtizedek óta Zangi régenssége alatt álló Alp Arszlán (egyes források szerint Farruhánsáh) lázadást robbantott ki lázadást Moszulban. A lázadást leverték, Alp Arszlánt megfosztották fejedelmi címétől, segítőit kivégezték, az Edessza elfoglalásával nagy népszerűségre szert tett Zangit pedig számos kitüntetéssel ruházták fel Bagdadból.
Zangi, értesülve az antiochiai fejedelem bizánci utazásáról, ezután ismét Damaszkusz ellen akart vonulni, tartva a keresztesek megerősödésétől. 1146 májusában Aleppóba indult, de egy korábbi edesszai lázadás miatt megállt a városban, kivégeztette a vezetőket és sokakat száműzött. A helyükre zsidókat telepített, bízva a szolidaritásukban. Ezután dél felé indult, az Eufrátesz-parti Kalaat Dzsaabar ostromára, amint a főségét el nem ismerő, nomád Ukajlidák tartottak ellenőrzésük alatt. A hadjárat során saját katonái ölték meg szeptember 16-ra virradóra.

## Utódlása
Zangi halálát követően Szajf ad-Dín Gázi nevű fia követte a moszuli trónon, de Aleppóban egy másik fia, Núr ad-Dín Mahmúd lépett fel trónigénnyel. Utóbbi végül vállalta, hogy elismeri bátyja főségét, és továbbhaladt hódító apja nyomdokain. Zangi leszármazottai, a Zangidák végül több ágra szakadva öt kisebb-nagyobb fejedelemséget uraltak az elkövetkező évek során; az utolsó zangida fejedelem csak 1251-ben vesztette el trónját.